# Palatschinken

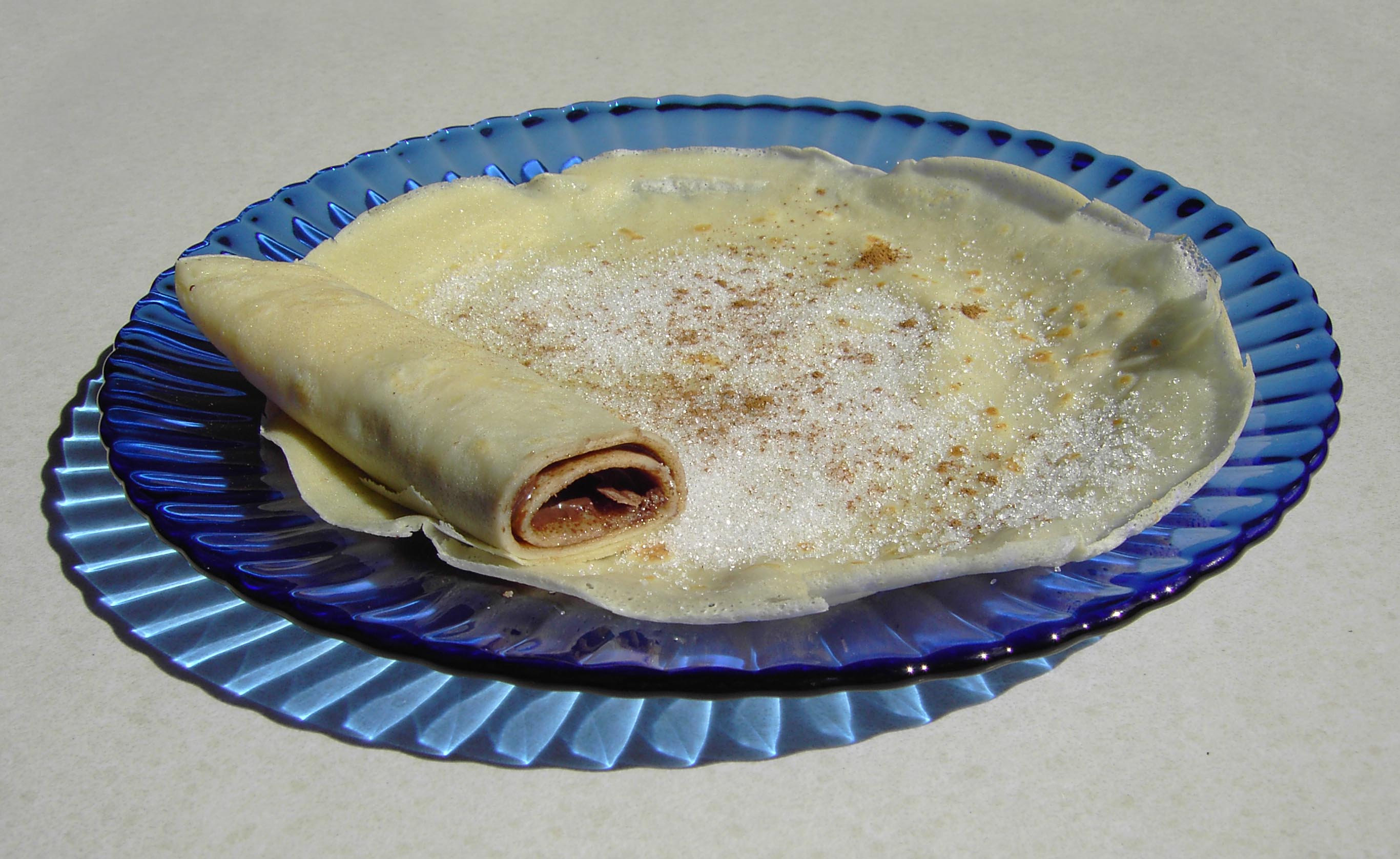
Palacsinta.

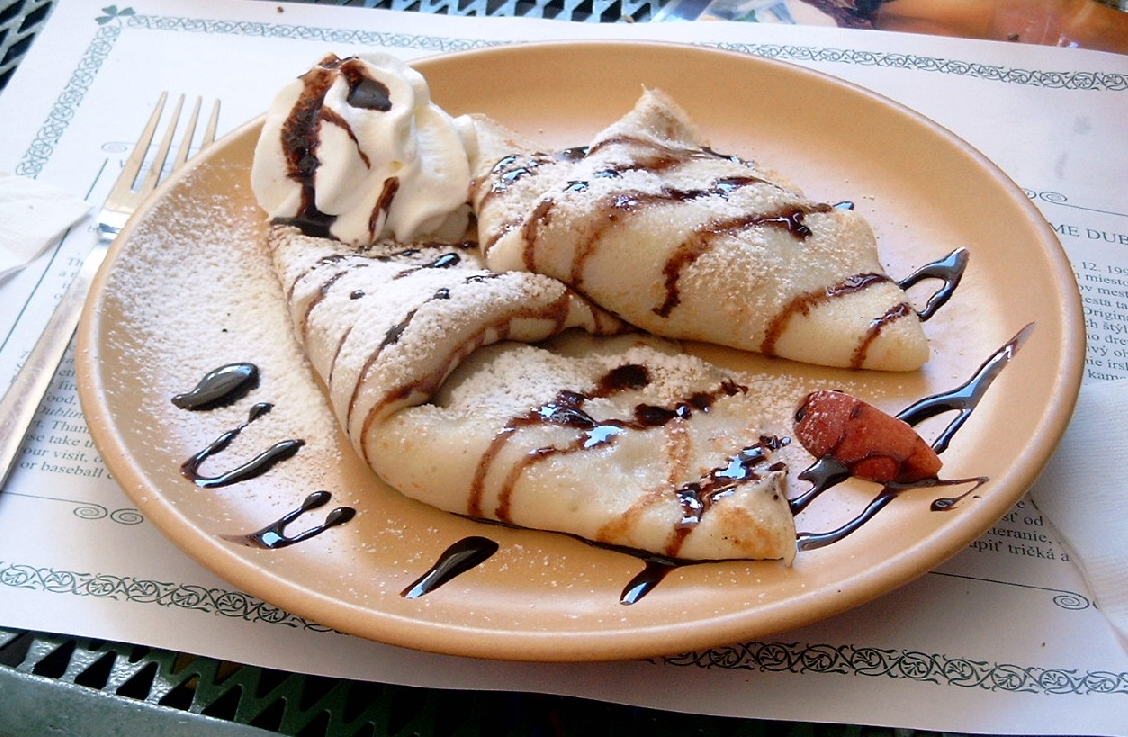
Palacsinta rellena de nueces y mermelada, con crema de chocolate.

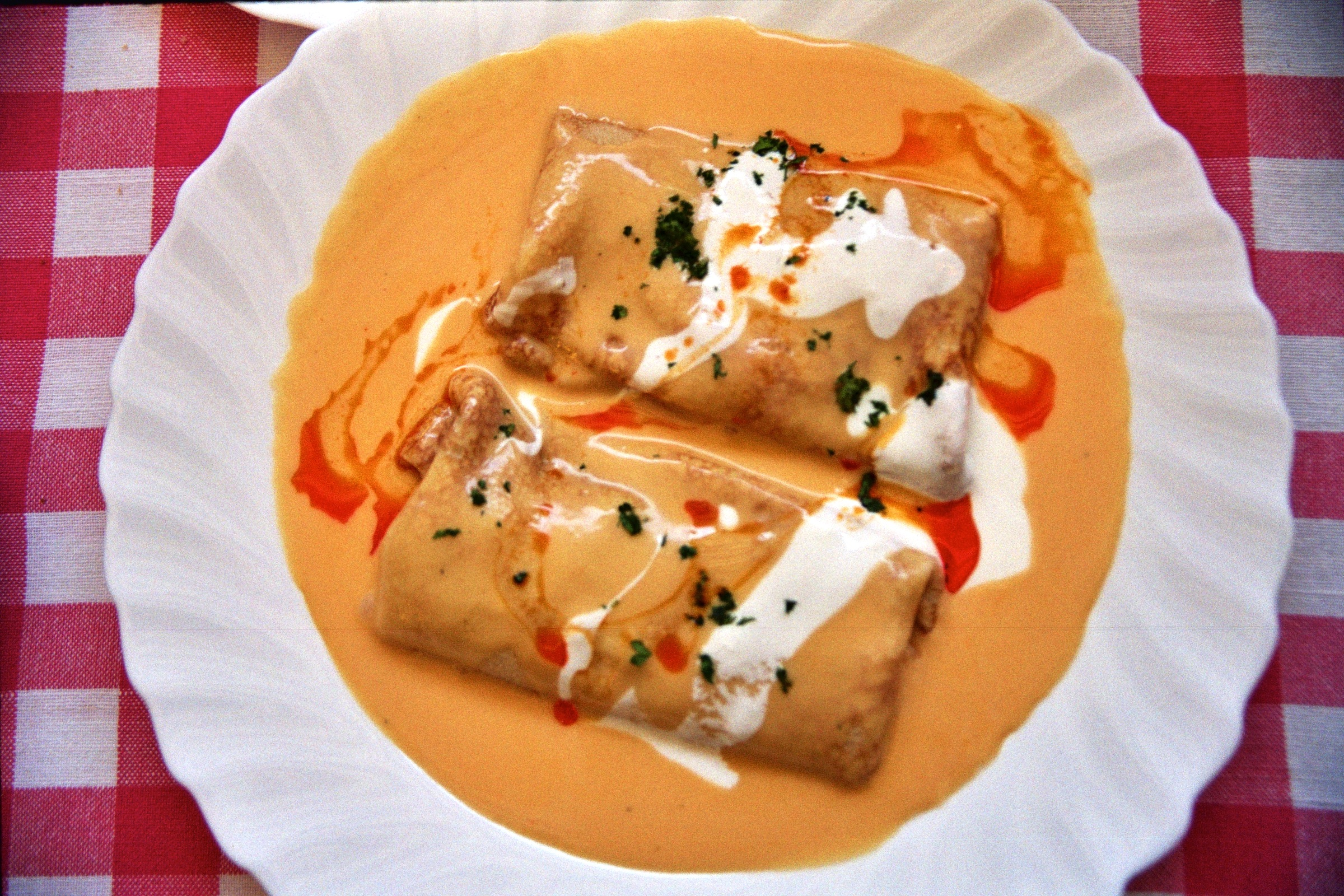
Hortobágyi palacsinta servida en Sopron.

El Palatschinken es una tortita o crepe muy popular de Europa central. Este pastel, llamado Pfannkuchen o Eierkuchen en alemán estándar de Alemania, Palatschinken en el alemán austriaco, palacsinta en húngaro, palačinka en checo, palacinka en eslovaco, palacinta o palacinca en Italiano, clătită en Rumano, palačinke en Esloveno, en Búlgaro, en Serbio, en Croata y en Bosnio (en cirílico палачинка), es muy delgado y es muy similar a la crêpe francesa. A diferencia de los pasteles estadounidenses, está rellena de diferentes tipos de comida y se puede comer tanto en la cena como a mediodía.
El nombre Palatschinken deriva de la palabra rumana plăcintă, está a su vez derivada de la palabra latín placenta (pastel). En Polaco, el equivalente de este pastel se llama naleśnik.
Los Palatschinken tradicionalmente están rellenos de mermelada de albaricoque y son espolvoreados con azúcar glas. A veces, en vez de con albaricoque también pueden rellenarse con mermeladas de diferentes frutas, con sirope de chocolate, con nueces, con trozos de frutas (como el plátano, con frutos secos, con queso quark o con cualquier combinación de lo ya nombrado.
El Palatschinken también puede ser rellenado con carne o con verduras.